# Mladenovo
Mladenovo (cyr. Младеново) – wieś w Serbii, w Wojwodinie, w okręgu południowobackim, w gminie Bačka Palanka. W 2011 roku liczyła 2679 mieszkańców.